# Big (papper)

Big i papper.

Big är ett inpressat veck skapat i ett material, exempelvis tjockare papper eller skinn, för att underlätta falsning, det vill säga vikning. För framställning av en big används antingen, då arbetet görs för hand, exempelvis ett falsben, eller, som oftast är fallet hos tryckerier, en speciell big- eller bockmaskin.